# Mister Rondônia 2015
Mister Rondônia 2015 foi a 3ª edição - em oito anos de participação - do maior concurso de beleza voltado para o público masculino do Estado. Concorreram ao título 9 aspirantes de sete municípios diferentes da região nortista do país. O evento foi realizado pela empresária Gleice Leite no Clube Mediterrâneo Fest, localizado na cidade de Ji-Paraná. Állan Spagnol não compareceu ao evento para passar a faixa ao vitorioso, no caso, o Mister de Vilhena, Derek Senatore. A Miss Mundo Brasil 2014, Julia Gama, esteve presente e ajudou na eleição. 

## Resultados

### Colocações
| Posição         | Município e Candidata                                                                                        |
| Mister Rondônia | - Vilhena - Derek Senatore                                                                                   |
| 2º. Lugar       | - Presidente Médici - José Guaira Filho                                                                      |
| 3º. Lugar       | - Porto Velho - Cristian Willian                                                                             |
| Finalistas      | - Alvorada D'Oeste - Lucas Rocha - Espigão D'Oeste - Fernando Grohalski - Vilhena Belíssimo - Magno Terceiro |

### Prêmios Especiais
- Foram distribuídos somente dois prêmios este ano: [2]

| Colocação        | Candidata                            |
| Mister Simpatia  | - Vilhena Belíssimo - Magno Terceiro |
| Mister Fotogenia | - Vilhena Belíssimo - Magno Terceiro |

### Ordem dos Anúncios

#### Top 06
1. Presidente Médici
2. Vilhena
3. Porto Velho
4. Alvorada D'Oeste
5. Vilhena Belíssimo
6. Espigão D'Oeste

## Candidatos
Disputaram esta edição, os candidatos de: 
- Alvorada D'Oeste - Lucas Rocha
- Cacoal - Aglisson Carlos Guedes
- Espigão D'Oeste - Fernando Grohalski
- Nova Brasilândia D'Oeste - Junior Schwambach
- Porto Velho - Cristian Willian
- Presidente Médici - José Guaira Filho
- Vilhena - Derek Senatore Martins
- Vilhena Beleza - Alan Ambrósio
- Vilhena Belíssimo - Magno Terceiro

## Ver Também
- Mister Brasil
- Mister Brasil 2015